# Alfred Hershey
Alfred Day Hershey (n. 4 decembrie 1908, Owosso⁠(d), Michigan, SUA – d. 22 mai 1997, Syosset⁠(d), Nassau County, New York, SUA) a fost un microbiolog și genetician american. Este laureat, împreună cu Max Delbrück și Salvador Luria, al Premiului Nobel pentru Fiziologie sau Medicină (1969), „pentru descoperirile lor privitoare la mecanismul replicării și structura genetică a virusurilor”.